# Горњи Рибник (Трстеник)
Горњи Рибник је насеље у Србији у општини Трстеник у Расинском округу. Добило је име по богатим рибњацима којима је било испуњено читаво поље крај Мораве. Године 1824. Милош Обреновић је саградио цркву посвећену Светом Арханђелу Гаврилу. То је једна од пет Милошевих покајница. То је сада најстарија очувана црква у општини Трстеник. 1984. године је проглашена за споменик културе и стављена под заштиту. Према попису из 2022. било је 478 становника (према попису из 1991. био је 591 становник).

## Демографија
У насељу Горњи Рибник живи 485 пунолетних становника, а просечна старост становништва износи 41,9 година (40,9 код мушкараца и 42,8 код жена). Насеље има 153 домаћинства, а просечан број чланова по домаћинству је 3,90.
Ово насеље је великим делом насељено Србима (према попису из 2002. године).
|  |

| Демографија | Демографија | Демографија |
| Година      | Становника  | Становника  |
| ----------- | ----------- | ----------- |
| 1948.       | 520         |             |
| 1953.       | 559         |             |
| 1961.       | 552         |             |
| 1971.       | 578         |             |
| 1981.       | 616         |             |
| 1991.       | 591         | 577         |
| 2002.       | 596         | 625         |

| Етнички састав према попису из 2002.‍ | Етнички састав према попису из 2002.‍ | Етнички састав према попису из 2002.‍ | Етнички састав према попису из 2002.‍ | Етнички састав према попису из 2002.‍ |
| ------------------------------------ | ------------------------------------ | ------------------------------------ | ------------------------------------ | ------------------------------------ |
|                                      |                                      |                                      |                                      |                                      |
| Срби                                 | Срби                                 |                                      | 585                                  | 98,15%                               |
| Румуни                               | Румуни                               |                                      | 2                                    | 0,33%                                |
| Бугари                               | Бугари                               |                                      | 2                                    | 0,33%                                |
| Хрвати                               | Хрвати                               |                                      | 1                                    | 0,16%                                |
| Македонци                            | Македонци                            |                                      | 1                                    | 0,16%                                |
| непознато                            | непознато                            |                                      | 4                                    | 0,67%                                |

| Година пописа     | 1948. | 1953. | 1961. | 1971. | 1981. | 1991. | 2002. |
| ----------------- | ----- | ----- | ----- | ----- | ----- | ----- | ----- |
| Број домаћинстава | 92    | 103   | 121   | 133   | 144   | 136   | 153   |

| Број чланова      | 1  | 2  | 3  | 4  | 5  | 6  | 7  | 8 | 9 | 10 и више | Просек |
| ----------------- | -- | -- | -- | -- | -- | -- | -- | - | - | --------- | ------ |
| Број домаћинстава | 19 | 30 | 19 | 22 | 25 | 22 | 14 | 1 | 1 | 0         | 3,90   |

| Пол    | Укупно | Неожењен/Неудата | Ожењен/Удата | Удовац/Удовица | Разведен/Разведена | Непознато |
| ------ | ------ | ---------------- | ------------ | -------------- | ------------------ | --------- |
| Мушки  | 251    | 54               | 172          | 19             | 6                  | 0         |
| Женски | 252    | 35               | 175          | 39             | 3                  | 0         |
| УКУПНО | 503    | 89               | 347          | 58             | 9                  | 0         |

| Пол    | Укупно                    | Пољопривреда, лов и шумарство | Рибарство                            | Вађење руде и камена | Прерађивачка индустрија       |
| ------ | ------------------------- | ----------------------------- | ------------------------------------ | -------------------- | ----------------------------- |
| Мушки  | 123                       | 19                            | 0                                    | 0                    | 53                            |
| Женски | 76                        | 8                             | 0                                    | 0                    | 27                            |
| УКУПНО | 199                       | 27                            | 0                                    | 0                    | 80                            |
| Пол    | Производња и снабдевање   | Грађевинарство                | Трговина                             | Хотели и ресторани   | Саобраћај, складиштење и везе |
| Мушки  | 1                         | 3                             | 12                                   | 2                    | 8                             |
| Женски | 0                         | 0                             | 16                                   | 3                    | 2                             |
| УКУПНО | 1                         | 3                             | 28                                   | 5                    | 10                            |
| Пол    | Финансијско посредовање   | Некретнине                    | Државна управа и одбрана             | Образовање           | Здравствени и социјални рад   |
| Мушки  | 0                         | 7                             | 0                                    | 4                    | 5                             |
| Женски | 0                         | 3                             | 1                                    | 5                    | 8                             |
| УКУПНО | 0                         | 10                            | 1                                    | 9                    | 13                            |
| Пол    | Остале услужне активности | Приватна домаћинства          | Екстериторијалне организације и тела | Непознато            | Непознато                     |
| Мушки  | 6                         | 0                             | 1                                    | 2                    | 2                             |
| Женски | 0                         | 0                             | 0                                    | 3                    | 3                             |
| УКУПНО | 6                         | 0                             | 1                                    | 5                    | 5                             |